# Richard von Poschinger

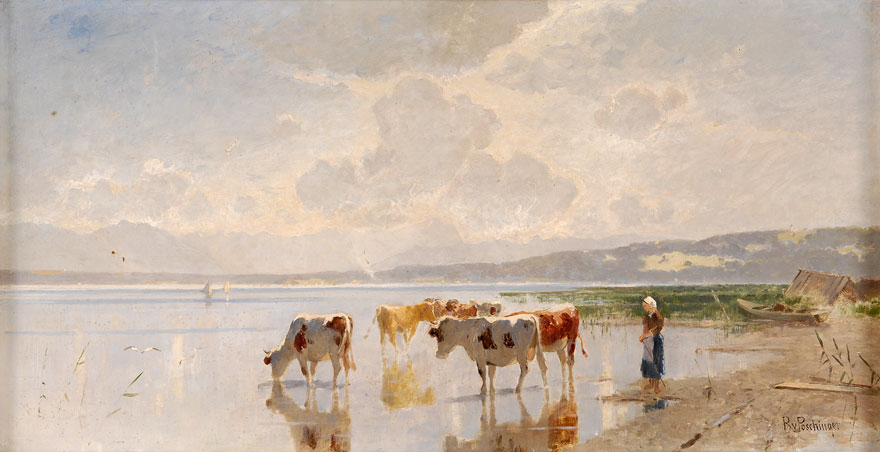
Richard von Poschinger: Am Chiemseeufer

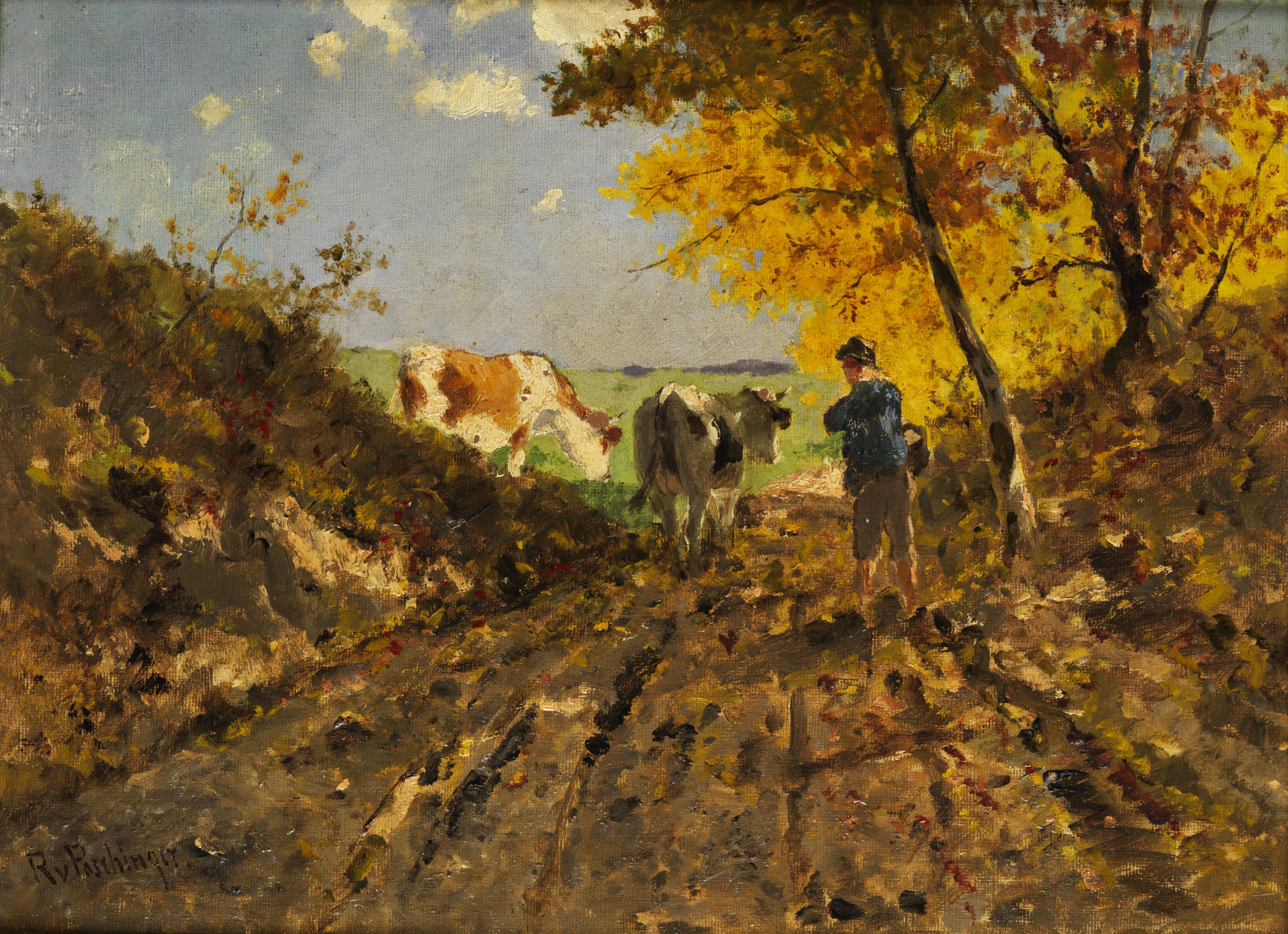
Richard von Poschinger: Herbstlandschaft mit Kühen

Richard Ludwig Josef Ritter und Edler von Poschinger (* 5. September 1839 in München; † 15. Januar 1915 ebenda) war ein deutscher Maler.

## Leben

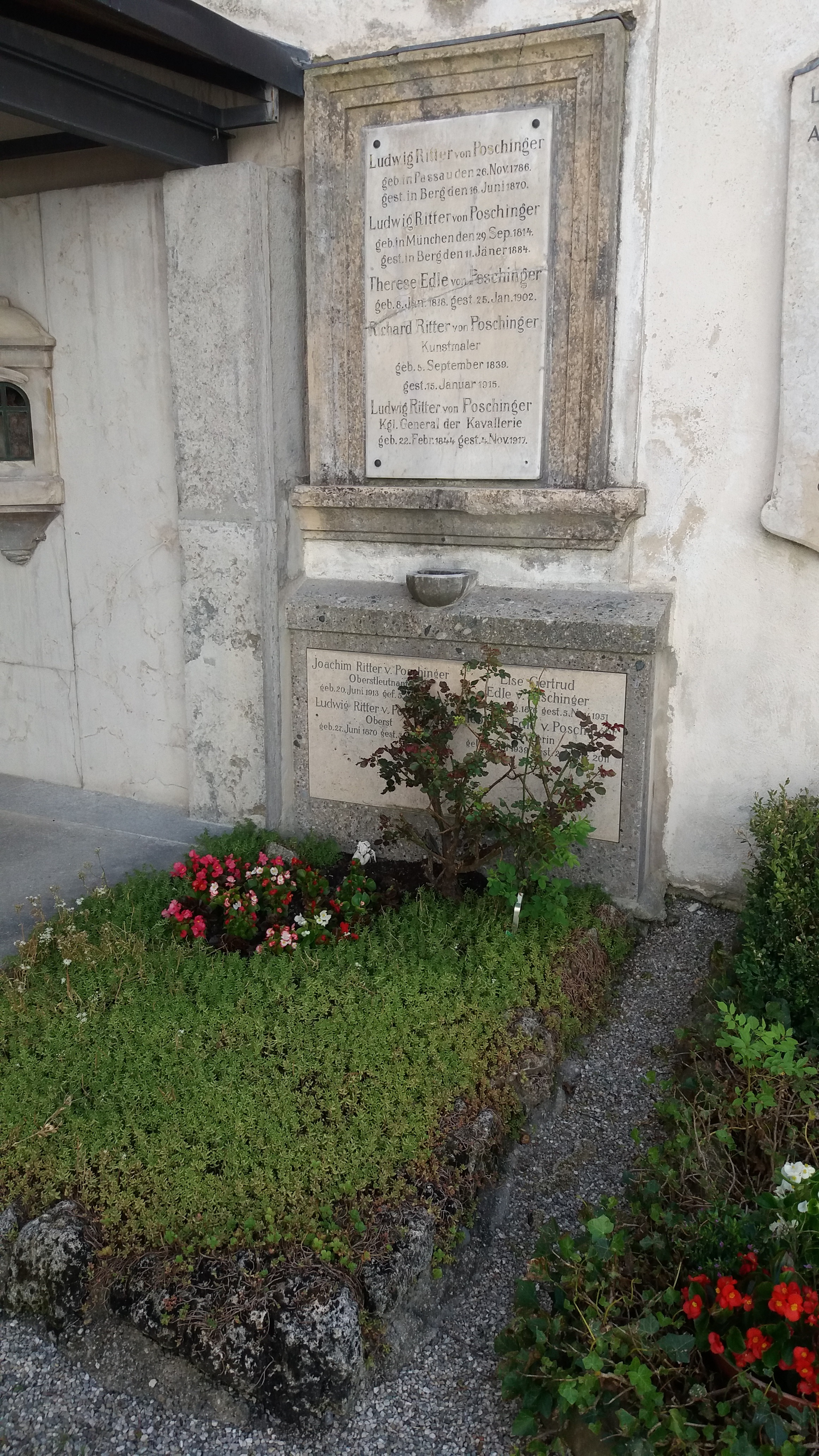
Grabstätte Richard von Poschinger Friedhof Aufkirchen

Richard von Poschinger entstammte der alten bayerischen Familie Poschinger, deren Stammlinie mit Joachim Poschinger (1523–1599), Gutsherr auf Zwieselau (Landkreis Regen) im Bayerischen Wald, beginnt und 1140 erstmals urkundlich genannt wird.
Er war seit 1859 Meisterschüler von Adolf Lier. Er malte ausschließlich stimmungsvolle Landschaften. Da es an der Akademie keine Klasse für Landschaftsmalerei gab, trat er, der zunächst eine Kaufmannsausbildung machte, 1870 in dessen private Malschule ein. Zahlreiche Studienreisen führten ihn nach England, Belgien, Holland und Italien. Nahezu jedes Jahr waren seine Gemälde auf den Ausstellungen im Münchner Glaspalast zu sehen. Medaillen u. a. in London, Madrid, Philadelphia und Sydney zeugen von seinem internationalen Erfolg.
Trotz seiner Auslandsaufenthalte blieb der abwechselnd in München, Berg am Starnberger See und Schleißheim ansässige Künstler seiner oberbayerischen Heimat treu. Auf genauer Naturbeobachtung aufbauend und verbunden mit atmosphärischen Erscheinungen, sind seine Landschaftsschilderungen Stimmungsträger und geben eindrucksvolle Abbilder seiner zum Motiv gewählten Ausschnitte. Nicht dem Spektakulären und der Größe der Natur widmete er seine Aufmerksamkeit, vielmehr suchte er die Nähen zur schlichten und einfachen Natur. Poschingers Œuvre steht damit in engem Kontext zur traditionellen Landschaftsmalerei. Beeindruckt von den malerischen Errungenschaften der Schule von Barbizon, insbesondere deren Vertreter Charles-François Daubigny  gelang es ihm, die französischen Einflüsse des paysage intime mit der Tradition der süddeutschen Stimmungslandschaft eines Eduard Schleich d. Ä. zu verbinden. Ohne jede sozialkritische Tendenz vertrat er die naturalistische Strömung der Münchner Maler, die die letzte Epoche der süddeutschen Freilichtmalerei deutlich mitbestimmten.

## Ehrungen
- Richard-von-Poschinger-Weg in Dachau